# Іонова Олена Євгенівна
Оле́на Євге́нівна Іо́нова (рос. Елена Евгеньевна Ионова; нар. 3 квітня 1958, Москва, СРСР) — російська оперна співачка (мецо-сопрано). Народна артистка Росії (2014).

## Біографія
Закінчила Московське державне училище імені Гнесіних (факультет музичної комедії), а потім — Російський університет театрального мистецтва (факультет музичного театру).
З 1998 року Іонова працює у театрі Гелікон-опера (Москва).